# 雅科夫利夫卡 (哈爾科夫區)
49°49′43″N 36°8′14″E / 49.82861°N 36.13722°E
雅科夫利夫卡（烏克蘭語：Яковлівка）是位於烏克蘭東部的村莊，由哈爾科夫州哈爾科夫區的梅雷法市鎮負責管轄。該村始建於1773年，面積0.94平方公里，海拔高度143米，2001年人口804，人口密度每平方公里855.3人。